# LiGay Nacional de Futebol Society do Brasil
A LiGay Nacional de Futebol Society do Brasil (LGNF) é uma associação esportiva de futebol society que reúne equipes semiprofissionais e amadoras compostas por atletas da comunidade LGBT.
A associação organiza anualmente a Champions Ligay, o principal torneio nacional gay de futebol masculino.

## História
A associação foi criada em 2017 pelas equipes semiprofissionais BeesCats, do Rio de Janeiro, e as paulistas Unicorns e Futeboys, até então os únicos times gays de futebol society no país. Assim, foi fomentada a criação de outras equipes Brasil afora, nascendo quatro novos times logo depois.
Com isso, formou-se a LiGay Nacional de Futebol, reunindo oficialmente os times gays de futebol do país. A primeira competição foi realizada ainda em 2017, com apoio do Grupo Águia, que tem tradição em cuidar dos deslocamentos da CBF em eventos no país.